# Сант-Анна-д'Альфаедо
Сант-Анна-д'Альфаедо (італ. Sant'Anna d'Alfaedo, вен. Sant'Ana d'Alfaedo) — муніципалітет в Італії, у регіоні Венето, провінція Верона.
Сант-Анна-д'Альфаедо розташований на відстані близько 440 км на північ від Рима, 110 км на захід від Венеції, 22 км на північ від Верони.
Населення — 2573 особи (2014).
Щорічний фестиваль відбувається 26 липня. Покровитель — Sant'Anna.

## Демографія
Населення за роками:

Станом на 1 січня 2023 року в муніципалітеті офіційно проживали 184 іноземці з 22 країн, серед них 115 громадян країн Євросоюзу та 1 громадянин України.

## Сусідні муніципалітети
- Ала
- Авіо
- Дольче
- Ербеццо
- Фумане
- Греццана
- Марано-ді-Вальполічелла
- Неграр